# Tieghemiomyces californicus
Tieghemiomyces californicus är en svampart som beskrevs av R.K. Benj. 1959. Tieghemiomyces californicus ingår i släktet Tieghemiomyces och familjen Dimargaritaceae.   Inga underarter finns listade i Catalogue of Life.